# خوسيه فرناردو دي أباسكال إيه سوسا
خوسيه فرناردو دي أباسكال إيه سوسا (بالإسبانية: José Fernando de Abascal y Sousa) (وُلد في يونيو 1743، أوفييدو، أستورياس، إسبانيا - تُوفي في 30 يونيو 1821، مدريد) كان ضابط الجيش الاسباني والمسؤول الاستعماري في أمريكا. من 20 أغسطس 1806 إلى 7 يوليو 1816 كان نائب الملك في بيرو، خلال حروب الاستقلال الأمريكية الإسبانية.

## وصلات خارجية
- (بالإسبانية) Biography
- (بالإسبانية) Chilean War of Independence
- (بالإسبانية) Events during his term نسخة محفوظة 20 يوليو 2011 على موقع واي باك مشين.
- (بالإسبانية) A few details